# Liniowa pułapka jonowa

Zasada działania pułapki kwadrupolowej

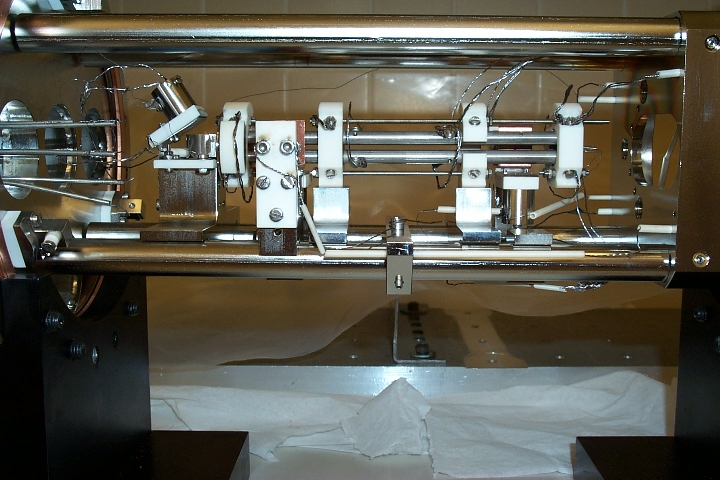
Liniowa pułapka jonowa w University of Calgary

Liniowa pułapka jonowa (Linear Ion Trap, Linear Trap Quadrupole – LTQ) – odmiana kwadrupolowego analizatora masy, w którym elektrody są czterema równoległymi prętami. Kwadrupolowa pułapka jonowa została wynaleziona przez Wolfganga Paul, który za konstruowanie pułapek jonowych otrzymał Nagrodę Nobla z fizyki w 1989 roku.
Przeciwległe pręty pułapki są ze sobą połączone elektrycznie. Do sąsiednich prętów analizatora przykładany zmienny o częstotliwości radiowej, potencjał elektryczny, zmienne pole elektryczne zmusza jony o wybranym zakresie stosunku ładunku do masy w pobliżu osi pułapki. Przy końcach pułapki umieszczone są elektrody o stałym potencjale elektrycznym uniemożliwiające ucieczkę jonów wzdłuż osi pułapki. 
Pomiar masy odbywa się przez wyrzucanie jonów o określonym stosunku masy do ładunku m/Z z analizatora i detekcję. W liniowych pułapkach jonowych stosuje się często dwa detektory, co zwiększa czułość. Liniowe pułapki jonowe charakteryzują się bardzo dużą czułością (większą niż zwykłe pułapki jonowe) i stosunkowo niską rozdzielczością (kilka tysięcy). W liniowej pułapce jonowej jony można:
- przechowywać
- poddawać fragmentacji
- mierzyć masy powstałych fragmentów.